# Bomaanslag in Ansbach op 24 juli 2016

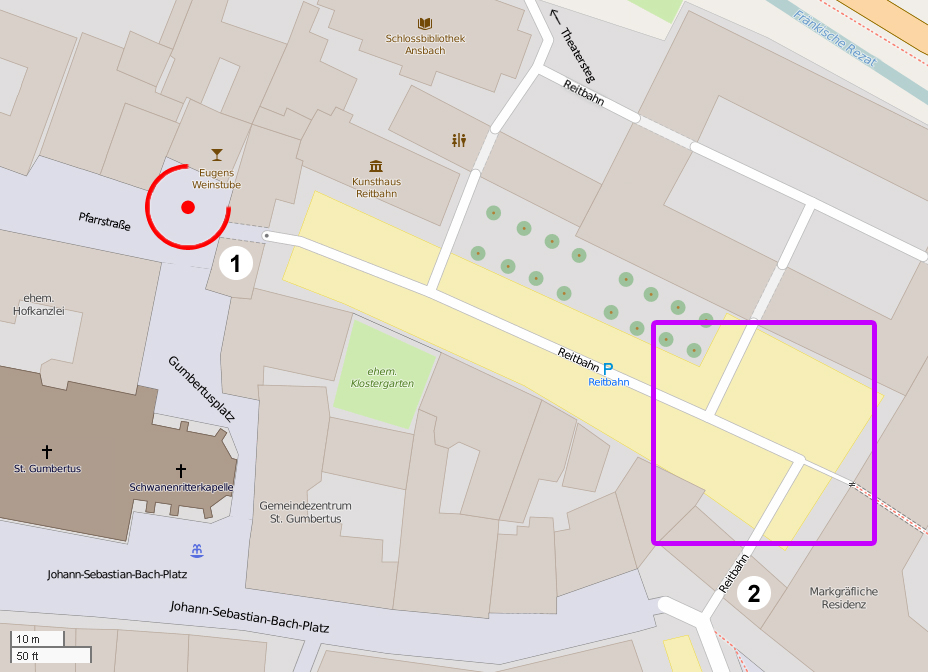
Rode markering: plaats van de explosie.
☐ Paars vierkant: het festivalterrein.
① Ingang / ticketcontrole aan de Pfarrstraße.
② Ingang aan de Johann-Sebastian-Bach-Platz.

De bomaanslag van Ansbach op 24 juli 2016 was een islamitische terreuraanslag in de binnenstad van Ansbach, Duitsland. Daar ontstak de 27-jarige Syrische vluchteling Mohammed Daleel (in het Arabisch محمد دليل) voor een wijnlokaal een rugzakbom. Hierbij raakten 15 mensen gewond en kwam hij zelf om het leven. De aanslagpleger woonde sinds twee jaar in Duitsland en had banden met terreurmilitie Islamitische Staat (IS).

## Toedracht

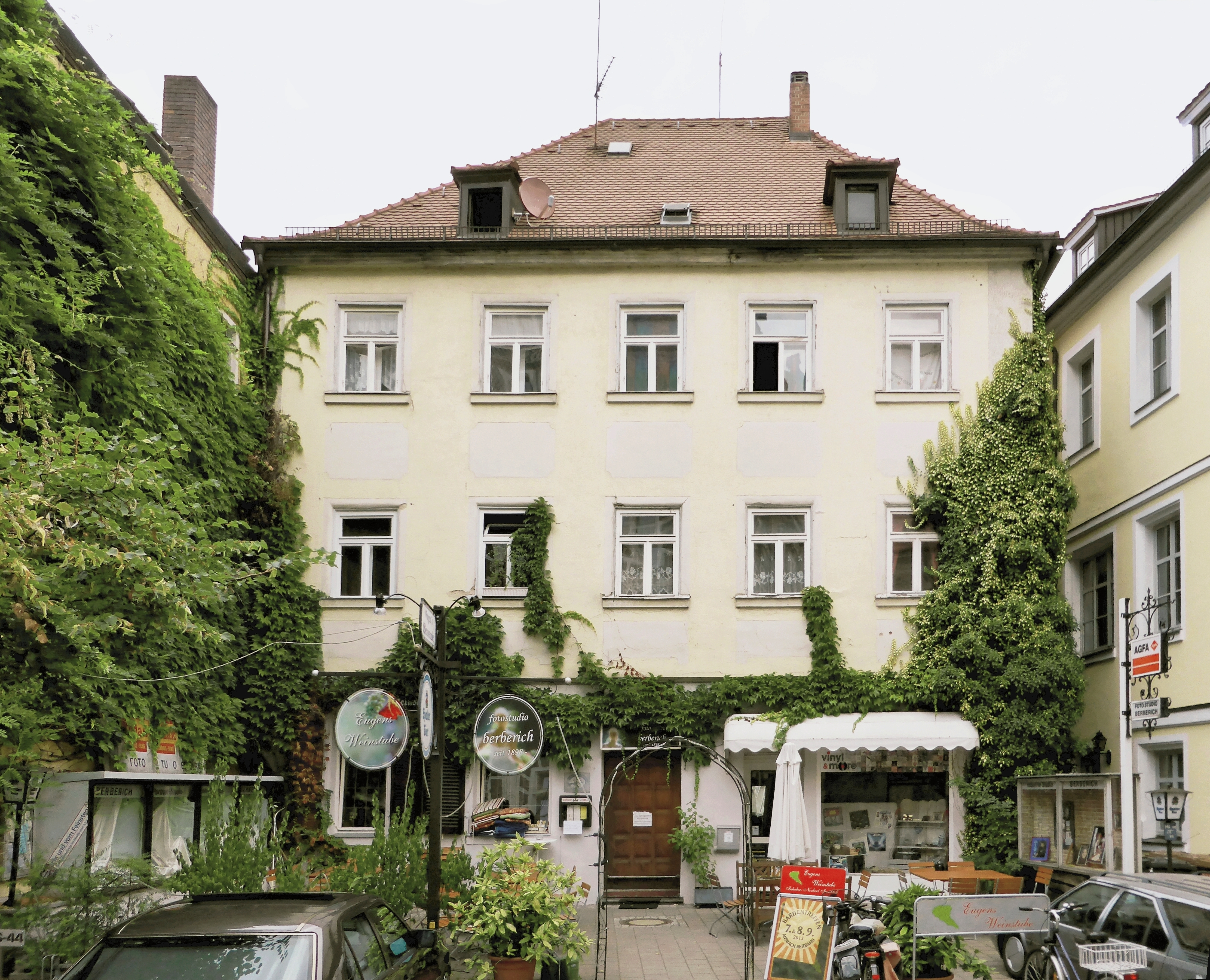
Plein voor het wijnlokaal waar de bomaanslag plaatsvond.

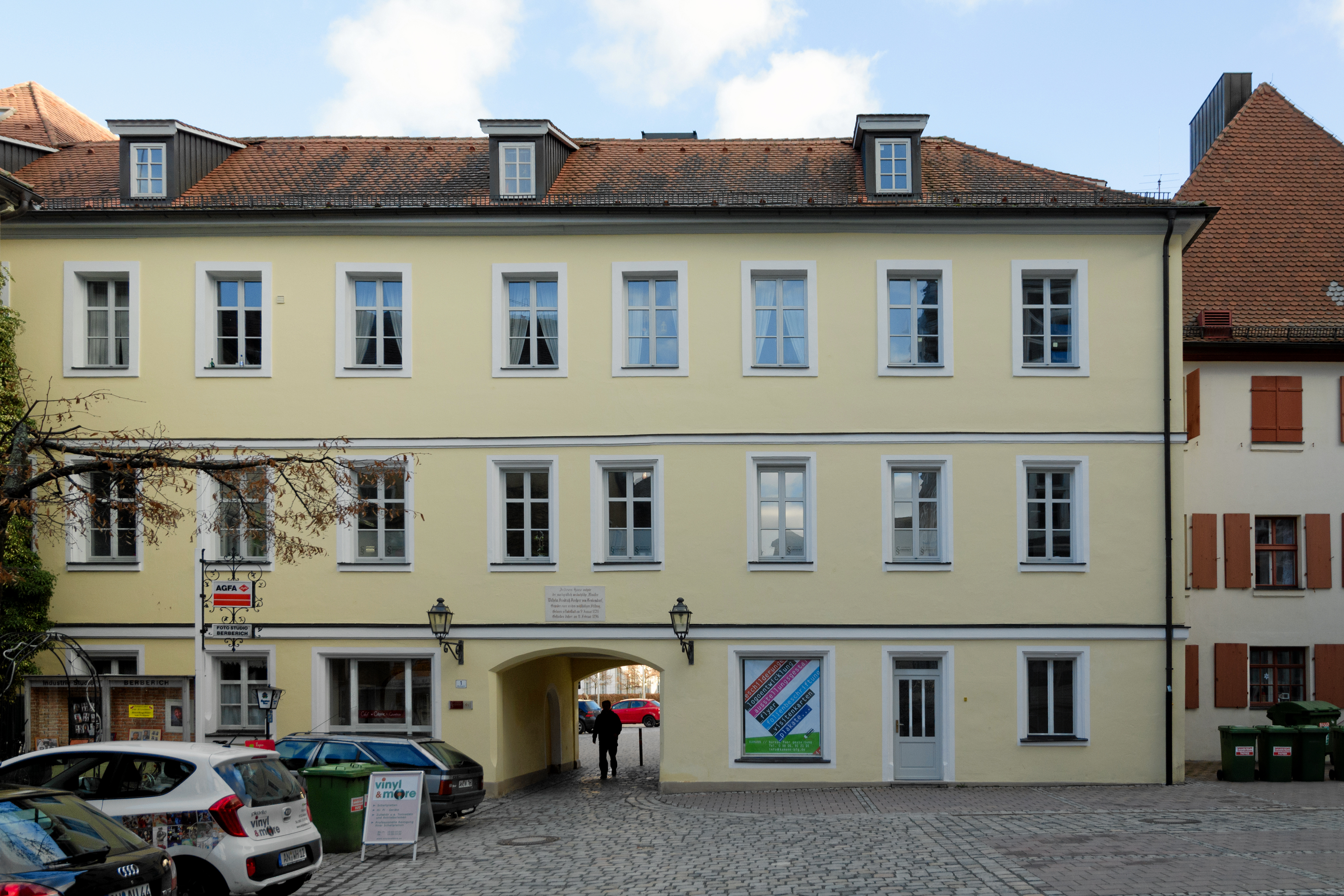
De poort diende als toegang tot het Ansbach-Open-Festival, dat op het terrein op de achtergrond plaatsvond. Op het plein op de voorgrond, aan deze kant van de doorgang, werd de aanslag gepleegd.
Op de laatste dag, een zondag, van het jaarlijkse driedaagse muziekfestival Ansbach Open in Ansbach, de hoofdstad van het district Midden-Franken, probeerde de aanslagpleger met een rugzakbom het festivalterrein bij de residentie Ansbach (straatnaam: Reitbahn) op te komen. De ingangscontroles waren naar aanleiding van de schietpartij in München op 22 juli 2016 verscherpt. Bij de ingang in de buurt van het wijnlokaal Eugens Weinstube werd hem de toegang geweigerd omdat hij geen entreebewijs kon tonen. Bij een tweede sluis, na de ticketcontrole, controleerden ordehandhavers de tassen van alle bezoekers.
Onderzoeken wezen later uit dat de dader op dat moment en ook in de tijd daarna druk chatcontact met iemand uit het Nabije Oosten had. De volgende passages van de onversleuteld gevoerde chats (letterlijk): Daleel: “Er staan veiligheidsmensen voor de ingang. Ik kom ‘niet zo eenvoudig’ binnen.” Contactpersoon: “Zoek een ‘gat waar je ongemerkt doorheen kunt gaan’.” Daleel: “Dat zie ik niet.” Contactpersoon: “Forceer dan gewoon een doorbraak”. Contactpersoon weer: “Maak een foto van de bom.”
Daleel liep weg en ging meteen het wijnlokaal binnen dat door het festival toch op zondag geopend was. Daar explodeerde, mogelijk per vergissing, om 22.12 uur zijn zelfgebouwde en gezien de kracht van de explosie zwakke bom waarbij de dader zwaar gewond raakte. Ten tijde van de aanslag waren er ongeveer twintig gasten in het wijnlokaal aanwezig. Het plan was eigenlijk (heeft onderzoek aangetoond) om de rugzak in een mensenmenigte op het festival achter te laten en van een afstand tot ontploffing te brengen. Zijn chatcontactpersoon had hem opgedragen dat te doen en de ontploffing en de daarop volgende verschrikking te filmen en aan de IS te sturen.
De reanimatie van de aanslagpleger was weliswaar succesvol, toch overleed hij korte tijd later aan zijn verwondingen. Voorts raakten 15 mensen gewond, 4 daarvan waren zwaar, maar niet levensgevaarlijk, gewond.

## Maatregelen en onderzoeken
Het Ansbach-Open-Festival werd in overleg met de organisatie beëindigd en de circa 2.500 bezoekers hebben het festivalterrein verlaten. Er werd een crisisteam opgericht en er werden ter plaatse minstens 200 politieagenten en circa 350 reddingswerkers en brandweermannen ingezet.
Voor verder onderzoek werd allereerst het recherchebijstandsteam Soko Ansbach met meer dan 30 leden van verschillende opsporingsinstanties gevormd dat verder ter plaatse ondersteund werd door medewerkers van onder andere brandweer en politie. Op 25 juli trok de advocatuur van het hoogste federale gerechtshof, verantwoordelijk voor zaken van verdenking van terroristische activiteiten, de onderzoeken naar zich toe. Er werd onder andere onderzoek gedaan vanwege de verdenking van lidmaatschap van een buitenlandse terroristische organisatie.
De politie van Beieren openende een speciaal telefoonnummer voor tips van getuigen en deed het verzoek om foto’s, films en geluidsopnamen van de plaats van het voorval en de omgeving van het openluchtevenement beschikbaar te stellen en te uploaden via het digitale meldformulier van de politie.
Dader
Mohammed Daleel was een zevenentwintigjarige Syriër die in een tot vluchtelingenonderkomen omgebouwd pension in Ansbach woonde.
Daleel was in juli 2013 illegaal via Turkije naar Bulgarije gereisd waar hij vervolgens asiel aanvroeg. Volgens de chef van de Bulgaarse vluchtelingenautoriteit Petja Parwanowa kreeg hij in december 2013 een voorlopige verblijfsvergunning. In de eerste helft van 2014 verliet hij Bulgarije en kwam hij in Oostenrijk waar hij werd opgepakt en vervolgens asiel aanvroeg. Uiteindelijk reisde hij toch verder naar Duitsland. Hier vroeg hij in augustus 2014 asiel aan dat vanwege eerdere aanvragen in Bulgarije en Oostenrijk werd afgewezen. In 2015 zou hij naar Bulgarije worden uitgezet. Daleel sneed zich twee keer oppervlakkig in zijn arm wat beide keren als zelfmoordpoging werd aangemerkt. In januari 2015 was hij daarom voor een psychiatrische behandeling in het districtsziekenhuis van Ansbach opgenomen; in mei 2015 werd hij daar een tweede keer opgenomen.
Harald Weinberg, parlementslid van Die Linke heeft zich in januari 2015, naar aanleiding van een verzoek daartoe van een vluchtelingenorganisatie, ingezet voor een verblijfsrecht voor Daleel gedurende zijn medische behandeling in Duitsland. Door een beslissing van de Duitse Federale Dienst voor Migratie en Vluchtelingen van 19 februari 2015 werd Daleels uitzettingsbevel voorlopig opgeheven. De reden hiervan waren de voorgelegde medische verklaringen over zijn psychische labiliteit. Hij verkreeg verblijfsrecht. Daleel werd in Duitsland verdacht van drugs- en geweldsmisdrijven. Hij voldeed niet aan de criteria van de verblijfswet (§§ 53 bis 55 AufenthG) om te worden uitgezet.
Na zijn ziekenhuisopname volgde hij een door de stad Ansbach goedgekeurde traumatherapie bij een geneeskundige zonder artsdiploma. Deze beschikte, volgens rechterlijke inschatting, niet over de vereiste kennis en vakkundigheid van geneeskundige feiten en aandoeningen. De therapie werd per februari 2015 stopgezet vanwege onduidelijkheid over de vergoeding van de kosten.
Op 13 juli 2016, elf dagen voor de aanslag, ontving Daleel een nieuw bevel om Duitsland binnen dertig dagen te verlaten. Als hij zich niet aan deze termijn zou houden, dreigde uitzetting naar Bulgarije. Op 1 augustus had zijn psychotherapie moeten worden voortgezet.
Na de aanslag werden er in de woning van de dader materialen om bommen te maken gevonden. Op zijn telefoon stond een video waarin een vermomd persoon in het Arabisch ‘onder andere de aanslag in Ansbach aankondigt’ en zijn ‘verbondenheid met Abu Bakr al-Baghdadi, de leider van de zogeheten ‘Islamitische Staat’ betuigt’. De video was gepubliceerd door de propagandadienst van IS. De procureur-generaal gaat er na onderzoek vanuit dat de persoon in de video de dader zelf is. Net als bij andere video’s waarin een aanslag wordt opgeëist, twijfelen veiligheidscommissies of de spreker de tekst zelf heeft opgesteld omdat de video ‘inhoudelijk en taalkundig ambitieus is’ en hij ‘op enkele momenten in de war raakt’.
Minister van Binnenlandse Zaken van Beieren Joachim Herrmann verklaarde nadat de video waarin de aanslag werd bekend was opgedoken dat “het onbetwistbaar was dat het bij de aanslag om een terroristische aanslag met een islamitische achtergrond en een islamitische overtuiging van de dader gaat.” De vermomming in de video en het feit dat Daleel meer materiaal om bommen te maken in zijn bezit had, zijn, naast de inhoud van de chats, aanwijzingen dat hij meer aanslagen zou plegen. De autoriteiten gaan ervan uit dat zijn dood een ongeval door het vroegtijdig ontploffen van de bom was.

## Reacties
De terreurmilitie Islamitische Staat heeft de aanslag op 27 juli opgeëist en claimde dat Daleel een van haar ‘soldaten’ was. Dit kwam naar buiten via de aan IS gelieerde persdienst Amaq. Bovendien werd er een korte zogenaamde biografie van de aanslagpleger bekendgemaakt. Het Duitse Openbaar Ministerie deelde daarover mee: "Wij kennen het document en zijn bezig om de informatie te verifiëren."

## Context
Met de bomaanslag in Ansbach zijn er in Frankrijk en Duitsland binnen twaalf dagen vijf aanslagen gepleegd waar grote publieke belangstelling voor was:
- Op 14 juli, de Franse nationale feestdag: een aanslag in Nice (84 doden en meer dan 300 gewonden)
- Op 18 juli: in een regionale trein bij Würzburg viel een man met islamitisch motief Aziatische toeristen aan met een bijl.
- Op 22 juli: een schietpartij in München (9 doden)
- Op 24 juli: de bomaanslag van Ansbach
- Op 26 juli: een aanslag in Saint-Étienne-du-Rouvray

Met uitzondering van de schietpartij in München claimde de terreurmilitie ‘Islamitische Staat’ na al deze gebeurtenissen dat de daders nauwe banden met IS hadden of dat zij ‘soldaten’ van IS waren. De aanslag in München had geen Islamitische achtergrond.